# مسلمو سريلانكا
الموريون السريلانكيون (باللغة التاميلية : இலங்கைச் சோனகர்)، ويسميهم الأوروبيون موريي سريلانكا هم ثالث أكبر مجموعة عرقية في سريلانكا ويشكلون حوالي 9.23% من السكان.
اللغة التاميلية هي لغتهم الأم، مع تأثير من مفردات اللغة العربية. تُشير بعض المصادر إلى أن أصولهم ترجع إلى التجار العرب الذين استقروا في سريلانكا بين القرن 8 و 15، ويعتنقون الإسلام السني.